# Bräcke kommunblock
Bräcke kommunblock var ett tidigare kommunblock i Jämtlands län.

## Administrativ historik
Den 1 januari 1964 grupperades Sveriges 1006 dåvarande kommuner i 282 kommunblock som en förberedelse inför kommunreformen 1971. Bräcke kommunblock bildades då av landskommunrna Bräcke, Kälarne och Revsund. Kommunblocket hade vid bildandet 11 430 invånare.
1967 delades kommunblocken in i A-regioner och Bräcke kommunblock kom då att tillhöra Östersunds a-region.
1974 bildades "blockkommunen" Bräcke av kommunerna i området och kommunblocket upplöstes.